# Tommy Cassidy
Tommy Cassidy (18. listopadu 1950 Belfast – 1. srpna 2024) byl severoirský fotbalista, záložník. Po skončení aktivní kariéry působil jako trenér.

## Fotbalová kariéra
Hrál za Glentoran FC, Newcastle United FC, Burnley FC a Apoel Nicosia. V anglické nejvyšší soutěži nastoupil ve 131 utkáních a dal 15 gólů. V Poháru mistrů evropských zemí nastoupil v 1 utkání, v Poháru vítězů pohárů nastoupil ve 2 utkáních a v Poháru UEFA nastoupil ve 3 utkáních. Byl členem severoirské reprezentace na Mistrovství světa ve fotbale 1982, nastoupil v utkání proti Španělsku. Za reprezentaci Severního Irska nastoupil v letech 1971-1982 ve 24 utkáních a dal 1 gól.

## Ligová bilance
| Ročník                                      | Zápasy | Góly | Klub                |
| ------------------------------------------- | ------ | ---- | ------------------- |
| 1. fotbalová liga Severního Irska 1968/1969 | -      | -    | Glentoran FC        |
| 1. fotbalová liga Severního Irska 1969/1970 | -      | -    | Glentoran FC        |
| 1. fotbalová liga Severního Irska 1970/1971 | -      | -    | Glentoran FC        |
| Football League First Division 1970/1971    | 4      | 0    | Newcastle United FC |
| Football League First Division 1971/1972    | 9      | 2    | Newcastle United FC |
| Football League First Division 1972/1973    | 3      | 0    | Newcastle United FC |
| Football League First Division 1973/1974    | 34     | 5    | Newcastle United FC |
| Football League First Division 1974/1975    | 9      | 0    | Newcastle United FC |
| Football League First Division 1975/1976    | 20     | 2    | Newcastle United FC |
| Football League First Division 1976/1977    | 35     | 1    | Newcastle United FC |
| Football League First Division 1977/1978    | 17     | 5    | Newcastle United FC |
| Football League Second Division 1978/1979   | 19     | 1    | Newcastle United FC |
| Football League Second Division 1979/1980   | 30     | 6    | Newcastle United FC |
| Football League Third Division 1980/1981    | 27     | 1    | Burnley FC          |
| Football League Third Division 1981/1982    | 27     | 3    | Burnley FC          |
| Football League Second Division 1982/1983   | 18     | 0    | Burnley FC          |
| 1. kyperská liga 1983/1984                  | -      | -    | Apoel Nicosia       |
| 1. kyperská liga 1984/1985                  | -      | -    | Apoel Nicosia       |
| CELKEM Football League First Division       | 131    | 15   |                     |